# Lacconotopedilus
Lacconotopedilus es un género de coleóptero de la familia Mycteridae.

## Especies
Las especies de este género son:
- Lacconotopedilus elongatus
- Lacconotopedilus singularicornis